# Поль Констан
Поль Констан (фр. Paule Constant; 25 січня 1944, Ган, департамент Атлантичні Піренеї) — французька письменниця. Лауреатка Гонкурівської премії за 1998 рік.

## Біографія
Поль Констан народилася в родині військового лікаря, тривалий час проживала з родиною в різних країнах. У 1960-1970-х роках жила разом зі своїм чоловіком-лікарем в Африці на південь від Сахари.
Вона є професором літератури в Університеті Екс-Марселя та була, зокрема, запрошеною викладачкою Державного університету Вічіта (штат Канзас).
У 2013 році вона стала членом журі Гонкурівської академії замість Робера Сабатьє, який помер у 2012 році. Нині проживає в Екс-ан-Провансі.
Регулярно публікувала літературні есе та рецензії. 1998 року її роман «Зізнання за зізнання» (Confidence pour Confidence) був удостоєний Гонкурівської премії.

## Відзнаки
Інші літературні твори були удостоєні Великої премії Французької академії за есе 1987, Великої премії Французької академії за роман 1990, Премії Валері Ларбо 1980 та Премії Франсуа Моріака 1990.
Поль Констан також отримала премію Amnesty International за права людини в 2003 році за свій роман «Секс і секрети».

## Твори

### Романи
- Ouregano, 1980, éditions Gallimard – prix Valery-Larbaud
- Propriété privée, 1981, Gallimard
- Balta, 1983, Gallimard
- Un monde à l’usage des demoiselles, 1987, Gallimard, Grand Prix de l'essai de l'Académie française
- White Spirit, 1989, Gallimard – Grand prix du roman de l'Académie française
- Le Grand Ghâpal, 1991, Gallimard – Prix Jackie-Bouquin
- La Fille du Gobernator, 1994, Gallimard
- Confidence pour confidence, 1998, Gallimard – Prix Goncourt
- Sucre et Secret, 2003, Gallimard
- La Bête à chagrin, 2007, Gallimard
- C'est fort la France !, 2013, Gallimard
- Des chauves-souris, des singes et des hommes, 2016, Gallimard
- Mes Afriques (фр.). Paris: Gallimard Quarto. 2019. с. 1120. ISBN 978-2-07-281939-1.
- La Cécité des rivières, Gallimard, 2022.